# Statul Khartoum
Statul (vilaietul) Khartoum este una dintre cele 17 unități administrativ-teritoriale de gradul I ale Sudanului. Reședința sa este orașul Khartoum.